# Hylaeus sanctus
Hylaeus sanctus là một loài Hymenoptera trong họ Colletidae. Loài này được Cockerell mô tả khoa học năm 1936.